# Macromitrium funiforme
Macromitrium funiforme är en bladmossart som beskrevs av Hugh Neville Dixon 1941. Macromitrium funiforme ingår i släktet Macromitrium och familjen Orthotrichaceae. Inga underarter finns listade i Catalogue of Life.